# Bonneil
Bonneil es una comuna francesa, situada en el departamento de Aisne, de la región de Alta Francia.

## Demografía
| 255 | 259 | 255 | 287 | 336 | 374 | 407 | 379 |
| Para los censos de 1962 a 1999 la población legal corresponde a la población sin duplicidades (Fuente: INSEE [Consultar]) |     |     |     |     |     |     |     |